# Юлиан (консуляр Вифинии)
Юлиан (лат. Iulianus) — римский политический деятель второй половины IV века.
Юлиан происходил из сирийской столицы Антиохия. В 357 году он занимал должность консуляра Вифинии. В 358 году он отправился в Египет, чтобы обеспечить поставки зерна в Антиохию. Юлиан имел жену и ребенка. Он был небогатым человеком.